# ميخائيل شريدر
ميخائيل شريدر (بالألمانية: Michael Schrader)‏ هو منافس ألعاب قوى ألماني، ولد في 1 يوليو 1987 في دويسبورغ في ألمانيا.

## وصلات خارجية
- ميخائيل شريدر على موقع الاتحاد الدولي لألعاب القوى (الإنجليزية)
- ميخائيل شريدر على موقع أوليمبيديا (الإنجليزية)